# Due ragazzi che si amano
Due ragazzi che si amano (Friends) è un film del 1971 diretto da Lewis Gilbert.

## Trama
Paul Harrison, un ragazzo inglese di 15 anni trascurato che vive a Parigi con il padre, un ricco uomo d'affari, fa amicizia con una ragazza francese orfana di 14 anni di nome Michelle Latour, che è recentemente arrivata a Parigi per vivere con sua cugina. Tuttavia, Michelle trova che la situazione nell'appartamento di Montmartre di sua cugina sia inquietantemente malsana.
Insieme, Paul e Michelle decidono di scappare. Si recano nelle idilliache paludi della Camargue dove Michelle possiede un piccolissimo cottage in cui lei e il padre artista recentemente scomparso scappavano periodicamente dalla loro casa di Arles. Paul e Michelle si stabiliscono in casa, diventano amanti, hanno una bambina e giocano a essere adulti responsabili. Lungo la strada, ognuno di loro scopre molti dei problemi della vita familiare.
L'avventura della coppia finisce quando la polizia finalmente trova Paul e Michelle.

## Sequel
Nel 1974 lo stesso regista ha realizzato il sequel Paul and Michelle.

## Colonna sonora
La colonna sonora è di Elton John e Paul Buckmaster, con testi di Bernie Taupin, ed è stata incisa sull'album Friends Soundtrack (Paramount Records).